# Arjasa (Sumenep)
Arjasa is een bestuurslaag in het regentschap Sumenep van de provincie Oost-Java, Indonesië. Arjasa telt 3844 inwoners (volkstelling 2010).